# Скрамлик, Ян

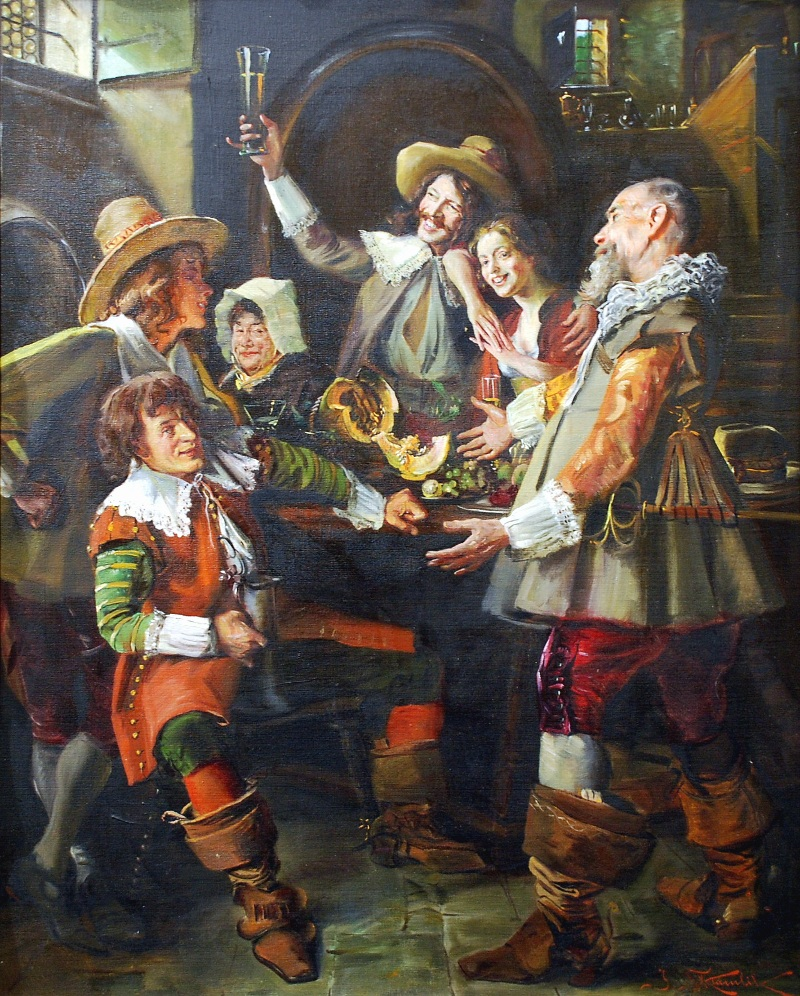
Кавалерская гулянка. Вторая половина XIX в.

Ян Скрамлик (чеш. Jan Skramlík; 1 июля 1860, Прага — 6 сентября 1936, Прага) — чешский живописец-жанрист.

## Биография
Обучался в пражской Академии изобразительных искусств, затем переехал в Мюнхен, где в течение 8 лет учился в мюнхенской Академии художеств. Ученик Вильгельма фон Линденшмита (Младшего).
Позже переехал в Париж, где познакомился с Вацлавом Брожиком. После того, как Брожик вернулся на родину и стал профессором пражской Академии изобразительных искусств, стал работать в его живописной мастерской, перенимая опыт мастера.

## Творчество
Автор ряда портретов, жанровых полотен, картин на религиозные и исторические темы. Позже стал заниматься созданием картин малого формата и миниатюрами, в которых остался верен историческому жанру, костюмированным сценам и портретам.

## Избранные картины
- «Тишь»,
- «Лютнист»,
- «Рудольф II y придворного антиквара Страды»,
- «Кающаяся Магдалина»,
- серия рисунков из старого чешского быта.